# Капуано, Марко
Марко Капуано (итал. Marco Capuano; 14 октября 1991, Пескара, Италия) — итальянский футболист, защитник клуба «Фрозиноне».

## Карьера
Марко Капуано — воспитанник футбольного клуба «Пескара». В сезоне 2011/12 стал основным защитником команды. Вместе с клубом выиграл Серию B 2011/12.

## Международная карьера
Дебютировал в молодёжной сборной Италии 1 июня 2011 года в матче против Кот-д’Ивуара. Та игра завершилась победой итальянцев со счетом 2:0.

## Достижения
- Чемпион Серии В: 2011/12